# Charles S. Randall

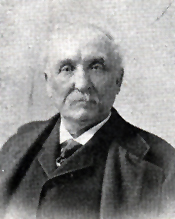
Charles S. Randall

Charles Sturtevant Randall (* 20. Februar 1824 in New Bedford, Massachusetts; † 17. August 1904 ebenda) war ein US-amerikanischer Politiker. Zwischen 1889 und 1895 vertrat er den Bundesstaat Massachusetts im US-Repräsentantenhaus.

## Werdegang
Charles Randall besuchte zunächst eine Privatschule und die Friends Academy in New Bedford. Für einige Zeit studierte er auch in Frankreich. Während des Goldrauschs ging er 1849 für zwei Jahre nach Kalifornien. Nach seiner Rückkehr arbeitete er bis 1872 im Kommissions- und Versandhandel. Politisch wurde er Mitglied der Republikanischen Partei. In den Jahren 1883 und 1884 gehörte er dem Senat von Massachusetts an.
Bei den Kongresswahlen des Jahres 1888 wurde Randall im ersten Wahlbezirk von Massachusetts in das US-Repräsentantenhaus in Washington, D.C. gewählt, wo er am 4. März 1889 die Nachfolge von Robert T. Davis antrat. Nach zwei Wiederwahlen konnte er bis zum 3. März 1895 drei Legislaturperioden im Kongress absolvieren. Seit 1893 vertrat er den damals wieder eingerichteten 13. Distrikt seines Staates. Im Jahr 1894 wurde er von seiner Partei nicht mehr zur Wiederwahl nominiert.
Nach dem Ende seiner Zeit im US-Repräsentantenhaus zog sich Charles Randall in den Ruhestand zurück. Er starb am 17. August 1904 in seinem Heimatort New Bedford.